# Redwater (Mississipi)
Redwater és una concentració de població designada pel cens dels Estats Units a l'estat de Mississipi. Segons el cens del 2000 tenia 409 habitants.

## Demografia
Segons el cens del 2000, Redwater tenia 409 habitants, 125 habitatges, i 95 famílies. La densitat de població era de 15,3 habitants per km².
Dels 125 habitatges en un 39,2% hi vivien nens de menys de 18 anys, en un 33,6% hi vivien parelles casades, en un 36% dones solteres, i en un 24% no eren unitats familiars. En el 18,4% dels habitatges hi vivien persones soles el 8,8% de les quals corresponia a persones de 65 anys o més que vivien soles. El nombre mitjà de persones vivint en cada habitatge era de 3,27 i el nombre mitjà de persones que vivien en cada família era de 3,64.
Per edats la població es repartia de la següent manera: un 37,9% tenia menys de 18 anys, un 10,5% entre 18 i 24, un 25,9% entre 25 i 44, un 18,1% de 45 a 60 i un 7,6% 65 anys o més.
L'edat mediana era de 26 anys. Per cada 100 dones de 18 o més anys hi havia 84,1 homes.
La renda mediana per habitatge era de 16.333 $ i la renda mediana per família de 13.542 $. Els homes tenien una renda mediana de 25.667 $ mentre que les dones 17.500 $. La renda per capita de la població era de 8.835 $. Entorn del 50,5% de les famílies i el 53,5% de la població estaven per davall del llindar de pobresa.

## Poblacions més properes
El següent diagrama mostra les poblacions més properes.